# Szupernehézsúly
Szupernehézsúly súlycsoport az ökölvívásban.
Az amatőr ökölvívásban a 91 kg-nál nehezebb versenyzők kerülnek a szupernehézsúlyú kategóriába. Először az 1982-es amatőr ökölvívó-világbajnokságon, az olimpiákon pedig 1984-ben szerepelt.

## Olimpiai bajnokok
- 1984 –  Tyrell Biggs (Amerikai Egyesült Államok)
- 1988 –  Lennox Lewis (Kanada)
- 1992 –  Roberto Balado (Kuba)
- 1996 –  Vlagyimir Klicsko (Ukrajna)
- 2000 –  Audley Harrison (Egyesült Királyság)
- 2004 –  Alekszandr Vlagyimirovics Povetkin (Oroszország)
- 2008 –  Roberto Cammarelle (Olaszország)
- 2012 –  Anthony Joshua (Egyesült Királyság)
- 2016 –  Tony Yoka (Franciaország)

## Amatőr világbajnokok
- 1982 –  Tyrell Biggs  (Egyesült Államok)
- 1986 –  Teófilo Stevenson (Kuba)
- 1989 –  Roberto Balado (Kuba)
- 1991 –  Roberto Balado (Kuba)
- 1993 –  Roberto Balado (Kuba)
- 1995 –  Alekszej Vlagyimirovics Lezin (Oroszország)
- 1997 –  Giorgi Kandelaki (Grúzia)
- 1999 –  Sinan Şamil Sam (Törökország)
- 2001 –  Ruslan Chagayev (Üzbegisztán)
- 2003 –  Alekszandr Vlagyimirovics Povetkin (Oroszország)
- 2005 –  Odlanier Solís (Kuba)
- 2007 –  Roberto Cammarelle (Olaszország)
- 2009 –  Roberto Cammarelle (Olaszország)
- 2011 –  Məhəmmədrəsul Məcidov (Azerbajdzsán)
- 2013 –  Məhəmmədrəsul Məcidov (Azerbajdzsán)
- 2015 –  Tony Yoka (Franciaország)
- 2017 –  Məhəmmədrəsul Məcidov (Azerbajdzsán)
- 2019 –
- 2021 –
- 2023 –